# Paruroctonus pseudopumilis
Espèce
Synonymes
- Vaejovis pseudopumilis Williams, 1970

Paruroctonus pseudopumilis est une espèce de scorpions de la famille des Vaejovidae.

## Distribution
Cette espèce est endémique de Basse-Californie du Sud au Mexique. Elle se rencontre en San Ignacio.

## Description
Le mâle holotype mesure 27,0 mm.

## Systématique et taxinomie
Cette espèce a été décrite sous le protonyme Vaejovis pseudopumilis par Williams en 1970. Elle est placée dans le genre Paruroctonus par Stahnke en 1974.

## Publication originale
- Williams, 1970 : « A new species of scorpion belonging to the pumilis group of the genus Vejovis (Scorpionida, Vejoviae). Pan-Pacific Entomologist. » Pan-Pacific Entomologist, vol. 46, no 3, p. 181-183 (texte intégral).